# گرفتن پرچم
گرفتن پرچم (انگلیسی: Capture the Flag) یک فیلم به کارگردانی انریکه گاتو است که در سال ۲۰۱۵ منتشر شد.